# Friedrich Schreiber-Weigand

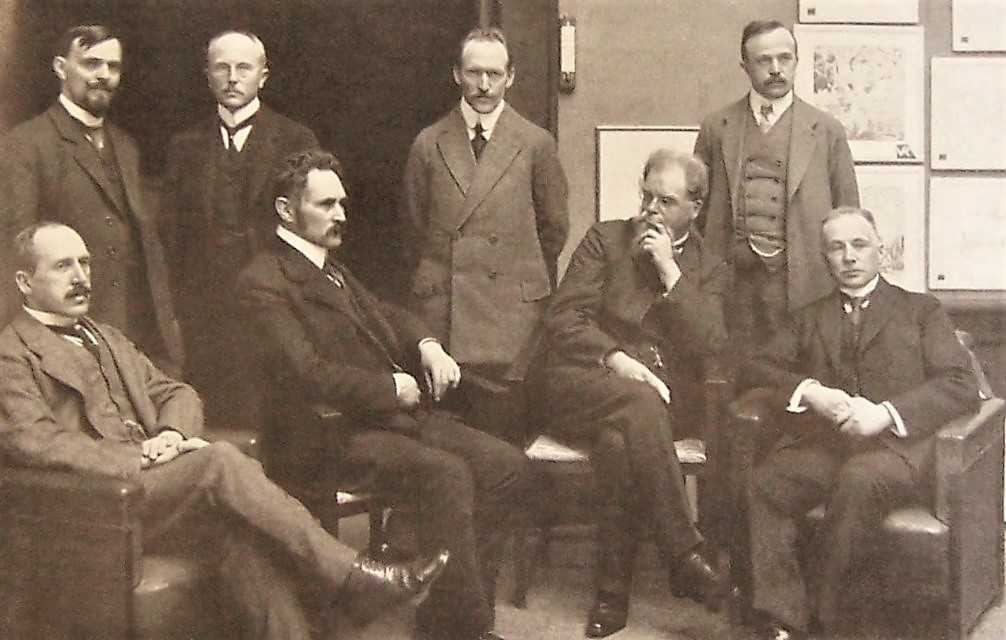
Friedrich Schreiber (ganz links, stehend) als Ausstellungsleiter der 4. Grafischen Ausstellung des Deutschen Künstlerbundes, Mai 1912

Friedrich Schreiber-Weigand (* 17. September 1879 in  Chemnitz; † 10. Juli 1953 in Karl-Marx-Stadt) war Leiter des Städtischen Kunstmuseums in Chemnitz.

## Leben
Schreiber wurde als Sohn des Malers und Fotografen Friedrich Julius Schreiber (1837–1890) geboren, den Mutternamen Weigand führte er seit 1918 mit. Er war 1894 bis 1900 an den Lehrerseminaren in Grimma und Rochlitz und bis 1903 als Hilfslehrer in Mittweida, dann in Chemnitz. 1911 wurde er ehrenamtlicher Ausstellungsleiter der Chemnitzer Kunsthütte. Ab 1909 wurden im neu erbauten König-Albert-Museum neben der Sammlung der Kunsthütte auch die ortsgeschichtliche Sammlung des Vereins für Chemnitzer Geschichte, die Vorbildersammlung, die Sammlung des Kunstgewerbevereins sowie die Naturwissenschaftliche Sammlung der Öffentlichkeit präsentiert. Schreiber leitete bis 1933 die Ausstellungen der Kunsthütte, die sich stark der zeitgenössischen Kunst zuwandte. Mit der 4. Grafischen Ausstellung des Deutschen Künstlerbunds fand 1912 dort erstmals ein national bedeutendes Kunstereignis statt. 1920 begann die Stadt Chemnitz ihren Kunstbesitz selbst zu verwalten, Schreiber-Weigand wurde zum Direktor der neu gegründeten Städtischen Kunstsammlung ernannt und schied 1922 aus dem Schuldienst aus. Schreiber-Weigand sammelte Werke namhafter Expressionisten wie Karl Schmidt-Rottluff, Erich Heckel, Ernst Ludwig Kirchner und Max Pechstein, ferner Ernst Barlach, Carl Hofer, Oskar Kokoschka, Wilhelm Lehmbruck, Edvard Munch, Emil Nolde und Otto Müller.
Nach der nationalsozialistischen Machtübernahme 1933 wurde Schreiber-Weigand als einer der ersten deutschen Museumsdirektoren amtsenthoben. Am 15. Juni 1945 setzte die neue Stadtverwaltung ihn wieder als Direktor der Kunstsammlung ein, gleichzeitig als Leiter des Schloßbergmuseums und schließlich als Direktor der Städtischen Museen. In den folgenden Jahren sorgte er für den Wiederaufbau der Museumsgebäude, für die Neuordnung der Sammlungen sowie für die Rehabilitation der bis 1945 verfemten Künstler.